# Hurrikan Gordon (1994)
Hurrikan Gordon war der siebte benannte tropische Wirbelsturm und dritte Hurrikan der Atlantischen Hurrikansaison 1994 und bildete deren Abschluss. Das langlebige System zog auf einem gewundenen Kurs in der Stärke eines tropischen Sturmes durch die westliche Karibik und über Florida hinweg, bevor es sich zu einem Kategorie-1-Hurrikan intensivierte und North Carolina gefährdete. Gordon bedeutete für Haiti ein katastrophales Ereignis und tötete dort 1122 Menschen. Der Sachschaden durch den Sturm wurde mit 514 Millionen US-Dollar (1994; in heutigen Preisen: 1.000 Millionen US-Dollar) ermittelt. Trotz der hohen Opferzahlen in Haiti und des umfangreichen Sachschadens in Jamaika, Kuba, Florida und North Carolina wurde der Name Gordon nach der Saison nicht von der Liste der Namen atlantischer Hurrikane gestrichen.
Mit einer Dauer von 324 Stunden als tropisches System ist Gordon gemeinsam mit Hurrikan Marco der Atlantischen Hurrikansaison 1996 der langlebigste tropische Sturm in einem November im Atlantischen Ozean.

## Sturmverlauf
Die dreizehntägige meteorologische Geschichte des Hurrikans hatte einen erratischen, dauerhaften und höchst ungewöhnlichen Verlauf. Der Hurrikan bildete sich am 10. November 1994 im südwestlichen Karibischen Meer und streifte Nicaragua, bevor er sich auf seinem gewundenen Weg nordwärts über die Großen Antillen und Florida zum offenen Atlantischen Ozean und zurück zur Ostküste der Vereinigten Staaten machte. Auf seinem mäandrierenden Zugweg gelangte der Sturm sechsmal über Land, viermal davon als tropischer Sturm und zweimal als tropisches Tiefdruckgebiet. Drei dieser Landfälle ereigneten sich in Florida.

### Phase der Entstehung

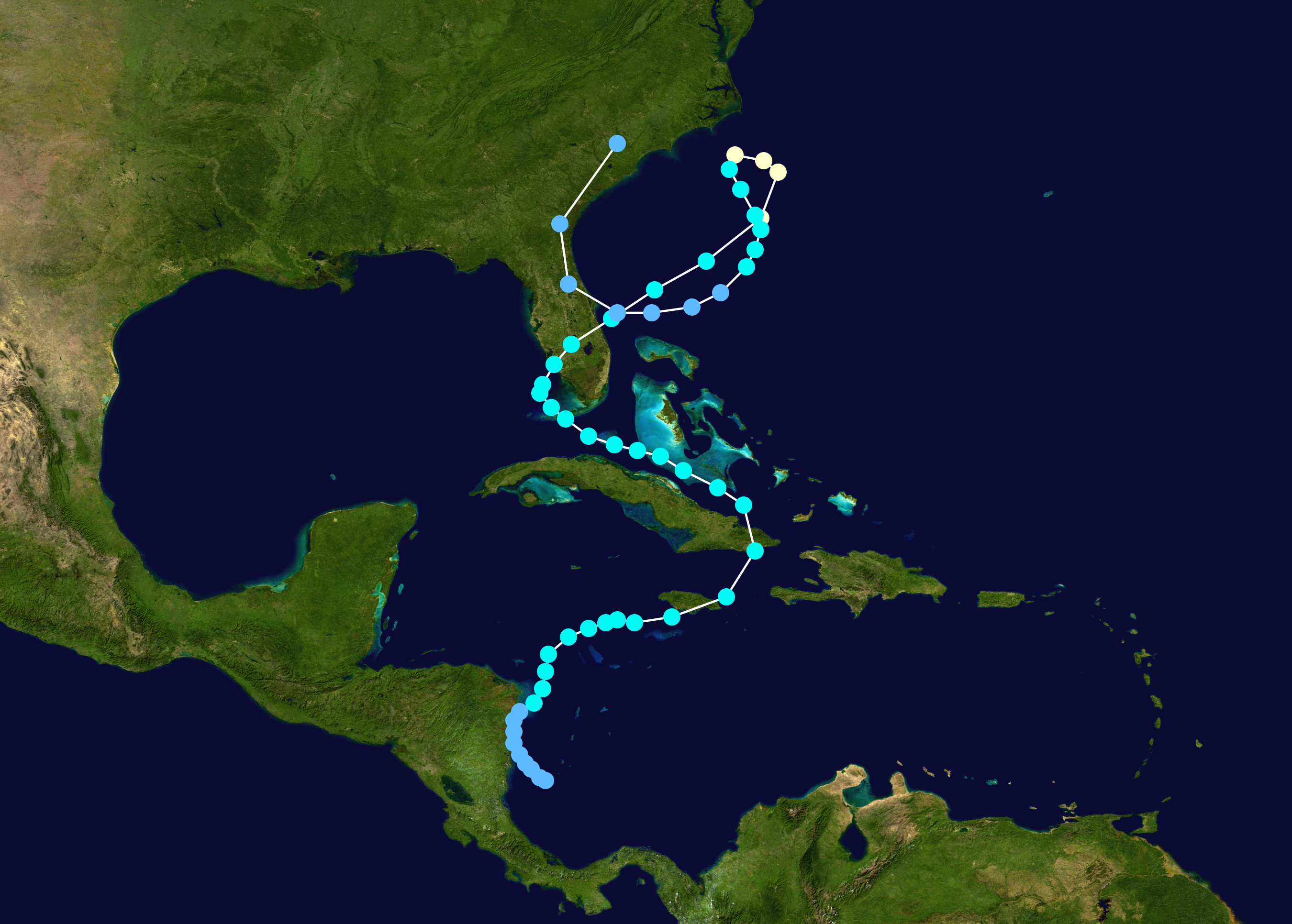
Zugbahn von Hurrikan Gordon

In der ersten Novemberwoche akkumulierte sich nördlich von Panama über dem südwestlichen Karibischen Meer ein großes Gebiet gestörten Wetters. Eine durchziehende tropische Welle sorgte für milde Konvektionstätigkeit und als am 6. November eine andere tropische Welle vorüberwanderte, fügte diese der Störung eine zyklonische Zirkulation bei. Die Konvektion organisierte sich langsam, während die Störung in nordwestlicher Richtung driftete. Am 7. November um 12:00 Uhr UTC war die Zirkulation ausreichend ausgeprägt, um Intensitätsschätzungen mithilfe der Dvorak-Technik zu ermöglichen. Während der beiden folgenden Tage organisierte sich das System stetig und erzeugte vor der Südostküste Nicaraguas tiefe atmosphärische Konvektion. Diese Organisierung mit anfänglichen Windgeschwindigkeiten von 45 km/h stellte sicher, dass das System vor der Küste Nicaraguas als zwölftes Tiefdruckgebiet der Saison klassifiziert wurde. Das weiter nordwestwärts ziehende System entwickelte ein langsames Muster der Intensivierung und wies günstige Ausströmung in der Höhe auf. Am Morgen des 9. November flackerte die Konvektion an einigen Stellen und Bandstrukturen erschienen kurz darauf, selbst nachdem das System an dem Nachmittag an der nordöstlichen Küste Nicaraguas bei Puerto Cabezas über Land zog. Einen vollen Tag später steuerte ein Trog nordwestlich des Systems über dem Golf von Mexiko das Tiefdruckgebiet erneut vor die Küste, und in nordöstlicher Richtung über die warmen Bereiche des westlichen Karibischen Meeres. Diese warmen Gewässer heizten das Tiefdruckgebiet an, das sich so in der Nacht zum 9. November mit andauernden Windgeschwindigkeiten von 65 km/h zum Tropischen Sturm Gordon intensivierte.
Die schwachen Luftströmungen konnten Gordon keine fest Zugbahn vorgeben, sodass dieser bei Vorhandensein leichter westsüdwestlicher Windscherung in grob nordnordöstlicher Richtung mäandrierte und unter diesen Bedingungen sich nicht weiter verstärken konnte. Schließlich schubste ein herannahender Trog Gordon mit einer Zuggeschwindigkeit von 13 km/h nach Nord-Nordosten, wobei sich der Sturm leicht intensivierte, während er durch das zentrale Karibische Meer zog und andauernden Windgeschwindigkeiten von 75 km/h erreichte. Der Trog steuerte Gordon auch weiterhin und drängte ihn am Nachmittag des 12. November ostwärts in Richtung Jamaika. Trotz des warmen Wassers intensivierte sich Gordon an dem Tag nicht weiter, was auf starke Windscherung in der oberen Troposphäre zurückzuführen war, die die Zirkulation in der Höhe erodierte und die Windgeschwindigkeiten auf 65 km/h reduzierte.

### Zug durch die Großen Antillen
Der 13. November war ein ereignisreicher Tag im Lebenszyklus von Gordon. Der Trog über dem südlichen Florida und dem Golf von Mexiko drückte den tropischen Sturm weiter ostwärts in Richtung Jamaika. In den frühen Morgenstunden erreichte der Sturm den westlichen Rand der Insel und lud auf Jamaika 189 mm Niederschlag ab. Südwestliche Windscherung hinderte den Sturm daran, Windgeschwindigkeiten von mehr als 75 km/h zu entwickeln, doch der Landfall schien die Organisierung des Systems nicht weiter zu stören. Vorwärts beschleunigend wandte sich Gordon nach Nordosten. Windscherung behinderte weiterhin die Entwicklung in der Höhe, die für eine typische zyklonische Organisierung notwendig ist, doch die bodennahe Zirkulation war stärker geworden. Die andauernden Windgeschwindigkeiten betrugen immer noch nur 65 km/h, doch bei der Annäherung des Systems an den Osten von Kuba wurde eine Windböe mit 192 km/h aufgezeichnet. Das Zentrum überquerte die Küstenlinie in der Nähe der Guantanamo Bay und Gordon lud heftige Starkregenfälle ab, als das Zentrum den Osten des Landes überquerte; in Camp-Perrin im Westen von Haiti wurden mit 583 mm Niederschlag noch erheblich stärkere Niederschläge verzeichnet.
In der Zwischenzeit war die großräumige Zirkulation, die den größten Teil des Karibischen Meeres bedeckte und von der Gordon nur ein Teil war, in Interaktion mit einem Trog in der oberen Troposphäre nahe der Floridastraße getreten. Dieser Trog verstärkte die großräumige Zirkulation in der Höhe, was wiederum Gordon antrieb und im westlichen Karibischen Meer mehrere andere bodennahe Zirkulationen erzeugte. Bei Einbruch der Nacht war der Sturm an diesem Tag nicht nur zweimal über Land hinweggezogen, sondern hatte subtropische Eigenschaften entwickelt.

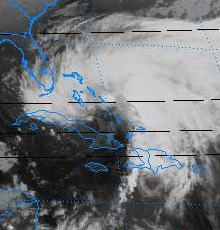
Gordon während der hybriden tropisch/subtropischen Phase, in der eine Front Regen über Haiti ablud

Das großräumige Tiefdrucksystem, in das der Tropische Sturm Gordon eingebettet war, steuerte diesen nun west-nordwestwärts, am 14. November südlich an Turks und Caicos sowie den Bahamas vorbei. Ein Hochdruckrücken in der Nähe der Mittelatlantikstaaten erhöhte den Luftdruckgradient in der Umgebung des Sturmes, sodass dieser trotz seiner subtropischen Eigenschaften, insbesondere dem Fehlen tiefer Konvektion, unmittelbar außerhalb des Zentrums eine Starkwindzone entwickelte. Diese Winde erreichten Windgeschwindigkeiten von bis zu 85 km/h. Der Rücken steuerte das hybride System weiter west-nordwestwärts an den westlichen Bahamas vorbei. Dadurch gelangte der südliche Teil der Sturmzirkulation über den Norden Kubas, während der nördliche Teil der Zirkulation sich intensivierte und bei Palm Beach andauernde Windgeschwindigkeiten von 90 km/h erzeugte. Der vierte Landfall des Sturmes ereignete sich am 15. November, als Gordon über Key West, Florida hinwegzog. Der Sturm setzte seine Wanderung nach Westen fort über die unteren Florida Keys in die Floridastraße, wo das Sturmzentrum begann, sich zu erwärmen und tiefe Konvektion die Rückkehr tropischer Eigenschaften ankündigte.

### Zweiter Landfall in Florida und Intensivierung zum Hurrikan

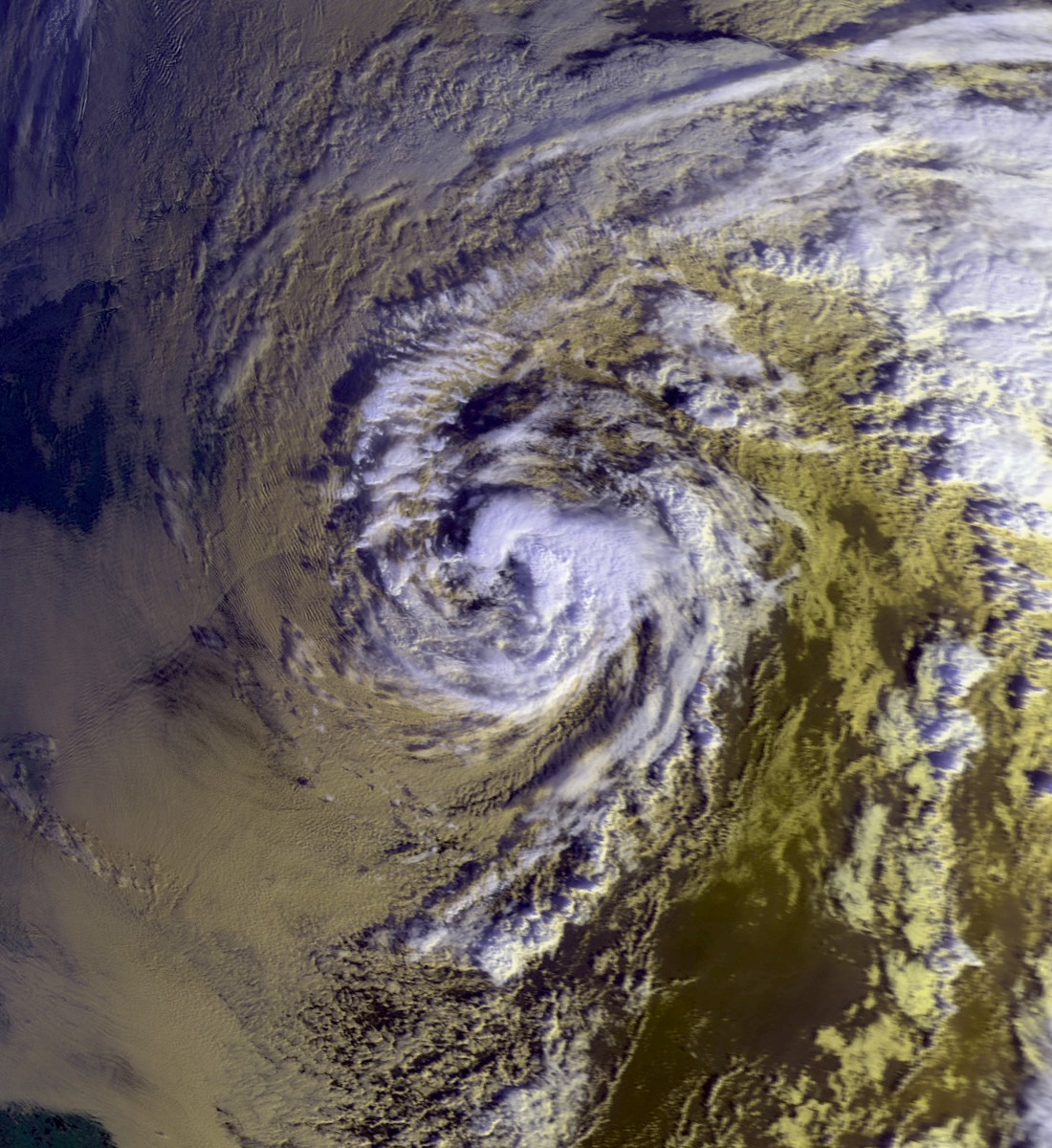
Hurrikan Gordon in der Phase der größten Intensität am 18. November um 13:08 Uhr (UTC)

Die Steuerungsströmungen blieben schwach was dem Sturm während seines Verharrens auf See die Chance gab, die tief Konvektion vollständig wieder zu entwickeln. In dieser Phase begann Gordon mit der Erzeugung von Tornados. Weil sich das Sturmzentrum jedoch vor der Küste befand, dürften die meisten dieser Tornados nicht registriert worden sein, doch einige von ihnen machten an der Küste Floridas Bodenkontakt. Vier dieser Tornados wurden in der Kategorie F0 der Fujita-Skala eingestufte, zwei in der Kategorie F1 und einer in der Kategorie F2, die Windgeschwindigkeiten von 181–253 km/h umfasst.
Nachdem der Sturm fast einen Tag auf der Stelle verharrt hatte, zog ein Trog in der mittleren bis oberen Troposphäre über den zentralen Vereinigten Staaten Gordon nordwärts und dann nord-nordostwärts in Richtung der Westküste Floridas, die das Zentrum des Sturmes zwischen Ft. Myers und Naples mit andauernden Windgeschwindigkeiten voh 85 km/h überquerte. Die ostwärts gerichtete Komponente der Bewegung des Sturmes begann stärker zu werden, und Gordon zog in nordöstlicher Richtung mit einer Vorwärtsgeschwindigkeit von 17 km/h über die Halbinsel hinweg. Während der Überquerung des Festlandes schwächte sich Gordon kaum ab, sondern behielt Windgeschwindigkeiten von 85 km/h bei. Er überquerte Florida in knapp sechs Stunden und beschleunigte sich nach vorne. Als der Sturm früh am 17. November zurück über dem offenen Atlantischen Ozean angelangt war, begann der Luftdruck in seinem Zentrum zu fallen. Eine Verbesserung der Organisierung war nicht erkennbar und die Windscherung verbiss sich im Kern der tiefen Konvektion, doch am 17. November erreichte Gordon plötzlich andauernde Windgeschwindigkeiten von 120 km/h und wurde in einen Hurrikan der Kategorie 1 der Saffir-Simpson-Hurrikan-Windskala aufgestuft.

### Dritter Landfall in Florida und Abgang
Der kurzwellige Trog, der Gordon über Florida hinweg gesteuert hatte. überholte den Sturm und lag nun vor diesem, sodass an seine Stelle die Beeinflussung der Zugbahn durch einen Rücken in der mittleren Troposphäre über dem Osten der Vereinigten Staaten trat. Unter diesem Einfluss setzte der Sturm, der zuletzt mit fast 40 km/h nach Nordosten gezogen war, spät am 17. November zu einer Wendung nach Norden an. Diese Bewegung entwickelte sich nun zu einer Schleife, während der Gordon, nun westnordwestlich ziehend, kurzfristig die Outer Banks von North Carolina bedrohte, bevor er vor der Küste erneut zum Stillstand kam. In der Gegenwart schwacher steuernder Strömungen verlor Gordon etwas an Kraft und erreichte mit andauernden Windgeschwindigkeiten von 110 km/h nur noch die Stärke eines tropischen Sturmes. Am 18. November begann Gordon, etwa 80 Seemeilen vor den Outer Banks liegend, von der Küste North Carolinas weg südwärts zu driften. Warmes Wasser verbesserte die Struktur der Organisierung, doch führte dies nicht zu stärkeren Winden, und der Sturm folgte dem Trend zur Abschwächung. Starke Schwerwinde in der höhe traten auf, wodurch die Konvektion in der Höhe verblasen wurde und kältere und trockenere Luftmassen in das Sturmsystem gelangten, wodurch die bodennahe Konvektion schwächer wurde.
Ein Hochdruckgebiet über den Zentralstaaten driftete nach Osten und fügte der südlich gerichteten Bewegung Gordons eine westliche Komponente hinzu, sodass sich der Sturm nun in südwestlicher Richtung erneut in Richtung Florida bewegte. Die anhaltende Windscherung und das Fehlen tiefer Konvektion führte schließlich dazu, dass die andauernden Windgeschwindigkeiten nicht mehr Sturmstärke erreichten und am Morgen des 20. Novembers Gordon zum tropischen Tiefdruckgebiet zurückgestuft wurde. Das Hochdruckgebiet über dem Kontinent lenkte das Tiefdruckgebiet weiter nach Westen, sodass der Sturm in der Nähe von Cape Canaveral in der Nacht jenes Tages mit andauernden Windgeschwindigkeiten von 45 km/h zum letzten Mal über Land gelangte. In der Zeit, in der Gordon dreimal auf Florida getroffen war, hatte der Sturm zwischen 130 und 250 mm Niederschlag über Florida abgeladen, wobei eine Station in Cooperstown mit 409 mm die höchste Regenmenge ermittelte. Das System wanderte nordwärts durch Florida, und dann nordostwärts durch Georgia, bevor es schließlich über South Carolina mit einem Frontensystem vermengte. Durch den Sturm herbeigeführter Regen entlang der Ostküste der Vereinigten Staaten reichte bis nach New Jersey im Norden. In New Holland, North Carolina wurden 126 mm Niederschlag gemessen und bei Norfolk wurden 133 mm Regen registriert.

## Auswirkungen
| Region                  | Opfer | Sachschaden     |
| ----------------------- | ----- | --------------- |
| Costa Rica              | 6     | unbekannt       |
| Jamaika                 | 4     | $11,8 Millionen |
| Kuba                    | 2     | $102 Millionen  |
| Haiti                   | 1122  | unbekannt       |
| Dominikanische Republik | 5     | unbekannt       |
| Florida                 | 8     | $400 Millionen  |
| North Carolina          | 0     | $0,5 Millionen  |
| gesamt                  | 1147  | $514 Millionen  |

Obwohl Gordon den größten Teil seines Lebenszyklus als tropischer Sturm verbrachte, verursachte das System umfangreichen Sachschaden und enorme Verluste an Menschenleben. Die United Nations Mission in Haiti ermittelte, dass dort 1122 Menschen ums Leben gekommen waren. Sechs Opfer wurden von Costa Rica, fünf von der Dominikanischen Republik, jeweils zwei von Jamaika und Kuba sowie acht aus Florida gemeldet.

### Jamaika
Während Gordon südlich und östlich an Jamaika vorüberzog, verursachte der Sturm dort gemeldete Sachschäden in Höhe von 11,8 Millionen US-Dollar, vor allem im Clarendon Parish. Etwa die Hälfte davon waren Schäden an der Infrastruktur und ein Viertel belief sich auf Schäden in der Landwirtschaft. Die Auswirkungen des Sturmes töteten in Jamaika vier Personen und verletzten zwei weitere.

### Haiti
Haiti verzeichnete von vielen tropischen Wirbelstürmen große Opferzahlen, doch wurde das Land durch Hurrikan Gordon besonders stark verwüstet. Nach den Angaben der Vereinten Nationen kamen durch Gordon 1122 Bewohner des ausgebeuteten Landes zu Tode, manche Schätzungen reichen jedoch höher, sodass bis zu 2200 Menschen durch Gordon ihr Leben verloren haben könnten. Experten weisen immer wieder darauf hin, dass insbesondere in Haiti die katastrophalen Auswirkungen tropischer Wirbelstürme zu einem Teil von Menschen verursacht sind. Infolge starker Entwaldung waren 2004 in Haiti nur noch 1,4 % der ursprünglichen Waldbestände vorhanden, sodass entblößte Hänge der Berge das abfließende Regenwasser ungebremst zu Tal schießen lässt. Der fehlende Baumbestand trug somit bei zu den zerstörerischen Sturzfluten und Überschwemmungen, aus denen die meisten der Opfer durch Gordon in Haiti resultierten.

### Florida
Gordon streifte oder überquerte Teile Floridas dreimal. Dabei kam es zu Unterbrechungen der Stromversorgung, von denen insgesamt 425.000 Abnehmer betroffen waren. Beim zweiten Landfall lief ein 154 m langes Frachtschiff nur 45 m entfernt vom Strand von Ft. Lauderdale auf Grund. Vier der Tornados, die im Zusammenhang mit Gordon in Florida registriert wurden, verursachten keinerlei Schäden, doch zwei von ihnen erreichten die Kategorie F1 und einer die Kategorie F2 auf der Fujita-Skala. Einer der F1-Tornados betraf Lake Worth, wo mehrere Bäume entwurzelt sowie zwei Gewerbebetriebe und 39 Wohnhäuser beschädigt wurden. Der F2-Tornado zog durch das Brevard County, wo in den Wohnwagensiedlungen Snug Harbor/Barefoot Bay 62 Wohnwägen zerstört und 229 weitere beschädigt wurden.
Floridas Landschaft wurde durch den Sturm ebenfalls in Mitleidenschaft gezogen. Gordon verursachte insbesondere an der Ostküste der Halbinsel Küstenerosion und verursachte rund 275 Millionen US-Dollar Schäden durch vernichtete Ernte und Schäden an der landwirtschaftlichen Nutzfläche.

### Andere US-Bundesstaaten
Hurrikan Gordon erzeugte eine Sturmflut, die in Frisco einen Stand von rund 70 cm über dem normalen Werten erreichte. Durch starke Brandung und das hochreichende Wasser waren mehrere Abschnitte des North Carolina Highway 12 für bis zu vier Tage nicht befahrbar. Außerdem kam es zu signifikanter Küstenerosion entlang der Outer Banks. Nördlich von Hatteras Village spülten die Wellen einen Abschnitt von rund 70 m aus den Dünen. Die Auswirkungen in North Carolina waren ähnlich denen des Perfekten Sturms von 1991, allerdings waren die Sachschäden durch Gordon geringer. Der Hurrikan zerstörte fünf Häuser in Kitty Hawk, wo weitere 52 Häuser und zwei Gewerbebetriebe beschädigt wurden. In Rodanthe wurden zwei Häuser durch Hochwasser beschädigt. Der Sachschaden im Norden von North Carolina wurde auf 314.000 US-Dollar beziffert. Die Auswirkungen an den südlicheren Abschnitten North Carolinas waren geringer, doch kam es auch hier zu deutlicher Küstenerosion. Vor der Küste musste eine Familie von der Coast Guard in Sicherheit gebracht werden, weil ihr Boot in etwa 3,5 m hohen Wellen vollzulaufen begann.
Weiter nördlich führte das Zusammenspiel von Gordon und eines Hochdruckrückens über Neuengland zu Überflutungen an der Küste im östlichen Virginia. Die Flut erreichte in Virginia Beach einen Stand von 120 cm über normal, wodurch ein etwa 30 m langer Steg weggespült wurde. Die Sturmflut verursachte auch in Virginia zu Schäden an Straßen und auch geringere Gebäudeschäden.

### Keine Streichung
Nach dem Durchzug von Gordon veröffentlichte die World Meteorological Organization eine offizielle Stellungnahme, in der die Warninfrastruktur Jamaikas und Kubas dafür gelobt wurden, dass in diesen beiden Ländern die Verluste an Menschenleben durch Gordon gering waren und das Fehlen eines solchen Systems in Haiti für die enorme Zahl an Toten dort verantwortlich gemacht wurde.
Trotz der Zerstörungen in Haiti und der weitreichenden Sachschäden in Kuba und Florida wurde der Name Gordon von der World Meteorological Organization im Frühjahr 1995 nicht von der Liste der Namen tropischer Wirbelstürme gestrichen. Üblicherweise müssen die Mitgliedsstaaten der Weltorganisation einen Delegat zu der jährlichen Konferenz entsenden, wenn sie formal um die Streichung eines Namens ersuchen. Haiti hat keinen Delegaten zur Sitzung im Frühjahr 1995 entsandt. Infolgedessen ist Gordon einer der wenigen tropischen Wirbelstürme mit katastrophalen Auswirkungen, dessen Name nach der Saison nicht gestrichen wurde. Die Verwendung im Jahr 1994 war die erste – der Name Gorden hatte den Namen Gilbert aus der Hurrikansaison 1988 ersetzt. Der Name wurde erneut verwendet in den Jahren 2000 und 2006 und ist auch auf der Hurrikan-Namensliste für das Jahr 2012.

## Belege
1. ↑  NHC Hurricane Research Division: Atlantic hurricane best track. 2007, archiviert vom Original am 8. März 2008; abgerufen am 19. Juni 2014 (englisch).
2. 1 2 3 4 5 6 7 8 9 10 11 12 13 14 15 16 17 18 19  Richard J. Pasch: Preliminary Report Hurricane Gordon 8-21. November 1994. National Hurricane Center, 10. Januar 1995, abgerufen am 14. Juli 2008 (englisch).
3. ↑  Avila: Tropical Depression Twelve Discussion Number 1. National Hurricane Center, 8. November 1994, abgerufen am 14. Juli 2008 (englisch).
4. ↑  Mayfield: Tropical Depression Twelve Discussion Number 2. National Hurricane Center, 8. November 1994, abgerufen am 14. Juli 2008 (englisch).
5. ↑  Rappaport: Tropical Depression Twelve Discussion Number 3. National Hurricane Center, 9. November 1994, abgerufen am 14. Juli 2008 (englisch).
6. ↑  Lixion Avila: Tropical Depression Twelve Discussion Number 4. National Hurricane Center, 9. November 1994, abgerufen am 14. Juli 2008 (englisch).
7. 1 2  Lixion Avila: Tropical Storm Gordon Discussion Number 9. National Hurricane Center, 10. November 1994, abgerufen am 14. Juli 2008 (englisch).
8. ↑  Pasch: Tropical Storm Gordon Discussion Number 10. National Hurricane Center, 10. November 1994, abgerufen am 14. Juli 2008 (englisch).
9. ↑  Mayfield: Tropical Storm Gordon Discussion Number 11. National Hurricane Center, 11. November 1994, abgerufen am 14. Juli 2008 (englisch).
10. ↑  Lixion Avila: Tropical Storm Gordon Discussion Number 12. National Hurricane Center, 11. November 1994, abgerufen am 14. Juli 2008 (englisch).
11. ↑  Lixion Avila: Tropical Storm Gordon Discussion Number 13. National Hurricane Center, 11. November 1994, abgerufen am 14. Juli 2008 (englisch).
12. ↑  Pasch: Tropical Storm Gordon Discussion Number 14. National Hurricane Center, 11. November 1994, abgerufen am 14. Juli 2008 (englisch).
13. ↑  Mayfield: Tropical Storm Gordon Discussion Number 15. National Hurricane Center, 12. November 1994, abgerufen am 14. Juli 2008 (englisch).
14. ↑  Lixion Avila: Tropical Storm Gordon Discussion Number 16. National Hurricane Center, 12. November 1994, abgerufen am 14. Juli 2008.
15. ↑  Lixion Avila: Tropical Storm Gordon Discussion Number 17. National Hurricane Center, 12. November 1994, abgerufen am 14. Juli 2008 (englisch).
16. ↑  Jarrell: Tropical Storm Gordon Discussion Number 18. National Hurricane Center, 12. November 1994, abgerufen am 14. Juli 2008 (englisch).
17. ↑  Rafi Ahmad: GEOHAZ2001 page 016. Department of Geography and Geology, University of the West Indies, Mona, Kingston 7, Jamaica, 20. August 2003, abgerufen am 16. Juli 2008 (englisch).
18. ↑  Mayfield: Tropical Storm Gordon Discussion Number 19. National Hurricane Center, 13. November 1994, abgerufen am 14. Juli 2008 (englisch).
19. ↑  Pasch: Tropical Storm Gordon Discussion Number 20. National Hurricane Center, 13. November 1994, abgerufen am 14. Juli 2008 (englisch).
20. ↑  ORE: Rainfall - ORE - Camp-Perrin, Cayes, Haiti - 1994. (PDF; 72 kB) Organization for the Rehabilitation of the Environment, 1. Januar 1995, abgerufen am 16. Juli 2008 (englisch).
21. ↑  Pasch: Tropical Storm Gordon Discussion Number 21. National Hurricane Center, 13. November 1994, abgerufen am 15. Juli 2008 (englisch).
22. ↑  Lawrence: Tropical Storm Gordon Discussion Number 22. National Hurricane Center, 13. November 1994, abgerufen am 15. Juli 2008 (englisch).
23. ↑  Mayfield: Tropical Storm Gordon Discussion Number 23. National Hurricane Center, 14. November 1994, abgerufen am 15. Juli 2008 (englisch).
24. ↑  Pasch: Tropical Storm Gordon Discussion Number 24. National Hurricane Center, 14. November 1994, abgerufen am 15. Juli 2008 (englisch).
25. ↑  Pasch: Tropical Storm Gordon Discussion Number 25. National Hurricane Center, 14. November 1994, abgerufen am 15. Juli 2008 (englisch).
26. ↑  Rappaport/Jarrell: Tropical Storm Gordon Discussion Number 26. National Hurricane Center, 14. November 1994, abgerufen am 15. Juli 2008 (englisch).
27. ↑  Mayfield: Tropical Storm Gordon Discussion Number 27. National Hurricane Center, 15. November 1994, abgerufen am 15. Juli 2008 (englisch).
28. ↑  Lixion Avila: Tropical Storm Gordon Discussion Number 28. National Hurricane Center, 15. November 1994, abgerufen am 15. Juli 2008 (englisch).
29. ↑  Lixion Avila: Tropical Storm Gordon Discussion Number 29. National Hurricane Center, 15. November 1994, abgerufen am 15. Juli 2008 (englisch).
30. 1 2  Lixion Avila: Tropical Storm Gordon Discussion Number 31. National Hurricane Center, 16. November 1994, abgerufen am 15. Juli 2008 (englisch).
31. ↑  Rappaport: Tropical Storm Gordon Discussion Number 30. National Hurricane Center, 15. November 1994, abgerufen am 15. Juli 2008 (englisch).
32. 1 2  Infamous Florida Hurricanes. (PDF) 2008 Governor’s Hurricane Conference, 11. Mai 2008, archiviert vom Original am 25. Februar 2009; abgerufen am 16. Juli 2008 (englisch).
33. ↑  Lawrence: Tropical Storm Gordon Discussion Number 32. National Hurricane Center, 16. November 1994, abgerufen am 15. Juli 2008 (englisch).
34. 1 2  Lawrence: Tropical Storm Gordon Discussion Number 33. National Hurricane Center, 16. November 1994, abgerufen am 15. Juli 2008 (englisch).
35. ↑  Rappaport: Tropical Storm Gordon Discussion Number 34. National Hurricane Center, 16. November 1994, abgerufen am 15. Juli 2008 (englisch).
36. 1 2  Rappaport: Tropical Storm Gordon Discussion Number 35. National Hurricane Center, 17. November 1994, abgerufen am 15. Juli 2008 (englisch).
37. ↑  Lawrence: Tropical Storm Gordon Discussion Number 36. National Hurricane Center, 17. November 1994, abgerufen am 15. Juli 2008 (englisch).
38. ↑  Lawrence: Hurricane Gordon Special Discussion Number 37. National Hurricane Center, 17. November 1994, abgerufen am 15. Juli 2008 (englisch).
39. ↑  Lawrence: Hurricane Gordon Discussion Number 38. National Hurricane Center, 17. November 1994, abgerufen am 15. Juli 2008 (englisch).
40. ↑  Rappaport: Hurricane Gordon Discussion Number 39. National Hurricane Center, 17. November 1994, abgerufen am 15. Juli 2008 (englisch).
41. ↑  Rappaport: Hurricane Gordon Discussion Number 40. National Hurricane Center, 18. November 1994, abgerufen am 15. Juli 2008 (englisch).
42. ↑  Lixion Avila: Hurricane Gordon Discussion Number 41. National Hurricane Center, 18. November 1994, abgerufen am 15. Juli 2008 (englisch).
43. ↑  Rappaport: Hurricane Gordon Discussion Number 42. National Hurricane Center, 18. November 1994, abgerufen am 15. Juli 2008 (englisch).
44. ↑  Mayfield: Tropical Storm Gordon Discussion Number 43. National Hurricane Center, 18. November 1994, abgerufen am 15. Juli 2008 (englisch).
45. ↑  Lawrence: Tropical Storm Gordon Discussion Number 44. National Hurricane Center, 18. November 1994, abgerufen am 15. Juli 2008 (englisch).
46. ↑  Lixion Avila: Tropical Storm Gordon Discussion Number 45. National Hurricane Center, 19. November 1994, abgerufen am 15. Juli 2008 (englisch).
47. 1 2  Mayfield: Tropical Storm Gordon Discussion Number 46. National Hurricane Center, 19. November 1994, abgerufen am 15. Juli 2008 (englisch).
48. ↑  Mayfield: Tropical Storm Gordon Discussion Number 47. National Hurricane Center, 19. November 1994, abgerufen am 15. Juli 2008 (englisch).
49. ↑  Lawrence: Tropical Storm Gordon Discussion Number 48. National Hurricane Center, 19. November 1994, abgerufen am 15. Juli 2008 (englisch).
50. ↑  Pasch: Tropical Depression Gordon Discussion Number 49. National Hurricane Center, 20. November 1994, abgerufen am 15. Juli 2008 (englisch).
51. ↑  Mayfield: Tropical Depression Gordon Discussion Number 50. National Hurricane Center, 20. November 1994, abgerufen am 15. Juli 2008 (englisch).
52. ↑  Mayfield: Tropical Depression Gordon Discussion Number 51. National Hurricane Center, 20. November 1994, abgerufen am 15. Juli 2008 (englisch).
53. ↑  Lawrence: Tropical Depression Gordon Discussion Number 52. National Hurricane Center, 20. November 1994, abgerufen am 15. Juli 2008 (englisch).
54. ↑  Subtropical Storm/Hurricane Gordon - November 11-22, 1994. Hydrometeorological Prediction Center, 1. Januar 1995, archiviert vom Original am 16. Juni 2008; abgerufen am 16. Juli 2008 (englisch).
55. ↑  Pasch: Tropical Depression Gordon Discussion Number 53. National Hurricane Center, 21. November 1994, abgerufen am 15. Juli 2008 (englisch).
56. 1 2  Jarrell: Tropical Depression Gordon Discussion Number 54. National Hurricane Center, 21. November 1994, abgerufen am 15. Juli 2008 (englisch).
57. ↑  David Roth: Subtropical Storm/Hurricane Gordon - November 11-22, 1994. Hydrometeorological Prediction Center, 18. Juni 2007, archiviert vom Original am 16. Juni 2008; abgerufen am 13. Oktober 2011 (englisch).
58. ↑  David Roth: Tropical Cyclone Rainfall for the Southeast. Hydrometeorological Prediction Center, 14. Februar 2011, ehemals im Original (nicht mehr online verfügbar); abgerufen am 13. Oktober 2011 (englisch). (Seite nicht mehr abrufbar. Suche in Webarchiven)  Info: Der Link wurde automatisch als defekt markiert. Bitte prüfe den Link gemäß Anleitung und entferne dann diesen Hinweis.
59. ↑  David Roth: Tropical Cyclone Rainfall in the Mid-Atlantic. Hydrometeorological Prediction Center, 14. Februar 2011, archiviert vom Original am 27. Oktober 2008; abgerufen am 13. Oktober 2011 (englisch).
60. ↑  Jamaica National Meteorological Service: Tropical Storm Gordon Preliminary Damage Assessment. (GIF) 1994, abgerufen am 9. September 2007 (englisch).
61. ↑  Université Catholique de Louvain: EM-DAT: The OFDA/CRED International Disaster Database for North America. 2007, ehemals im Original (nicht mehr online verfügbar); abgerufen am 7. September 2007 (englisch). (Seite nicht mehr abrufbar. Suche in Webarchiven)  Info: Der Link wurde automatisch als defekt markiert. Bitte prüfe den Link gemäß Anleitung und entferne dann diesen Hinweis.
62. ↑   NCDC: Event Details (Memento vom 19. Mai 2011 im Internet Archive)
63. ↑   NCDC: Event Details (Memento vom 19. Mai 2011 im Internet Archive)
64. ↑  Jamaica National Meteorological Service: Preliminary Damage Assessment Matrix (US$): Tropical Storm Gordon, 10-13. November 1994. (GIF) National Hurricane Center, abgerufen am 13. Oktober 2011 (englisch).
65. ↑  Jeff Masters: Hurricanes and Haiti: A Tragic History. The Weather Underground, archiviert vom Original am 18. September 2010; abgerufen am 8. November 2006 (englisch).  Info: Der Archivlink wurde automatisch eingesetzt und noch nicht geprüft. Bitte prüfe Original- und Archivlink gemäß Anleitung und entferne dann diesen Hinweis.
66. 1 2 3  Lixion Avila, Edward N. Rappaport: Atlantic Hurricane Season of 1994. (PDF) National Hurricane Center, 4. Januar 1996, abgerufen am 5. Mai 2014.
67. 1 2  Cape Hatteras, NC National Weather Service: Preliminary Storm Report… Hurricane Gordon. (GIF) National Hurricane Center, 21. November 1994, abgerufen am 13. Oktober 2011 (englisch).
68. 1 2  James Ireland, Newport National Weather Service Office: Gordon Damage. (GIF) National Hurricane Center, 28. November 1994, abgerufen am 13. Oktober 2011 (englisch).
69. ↑  James Ireland, Newport National Weather Service Office: Gordon Damage (page 2). (GIF) National Hurricane Center, 28. November 1994, abgerufen am 13. Oktober 2011 (englisch).
70. ↑  Tom Matheson, Wilmington NC Weather Service Office: Storm Survey Report, Hurricane Gordon November 18, 1994. (GIF) National Hurricane center, 2. Dezember 1994, abgerufen am 14. Oktober 2011 (englisch).
71. ↑  ?:  Family on boat rescued off N.C. (GIF). Abgerufen am 14. Oktober 2011 (englisch).
72. ↑  Event Report for Virginia (Memento vom 5. August 2012 im Internet Archive)
73. ↑  Early Warning Saves Grief And Money. World Meteorological Organization, archiviert vom Original am 22. August 2006; abgerufen am 8. November 2006 (englisch).
74. ↑  Hurricanes Igor and Tomas get their names retired. Abgerufen am 22. Mai 2012 (englisch).